# Сатлеџ
Сатлеџ (енгл. Satluj/Satlej) је река која протиче кроз Индију. Дуга је 1050 km. Улива се у Ченаб.